# Verdrag van Hoedaibiya
Het Verdrag van Hoedaibiya of de Vrede van Hoedaibiya is een vredesverdrag dat in maart 628 werd ondertekend door moslims uit Medina en de Mekkaanse polytheïsten.
Het verdrag dankt zijn naam aan het nabijgelegen dorp Hudaibiyyah.

## Aanleiding
Het zesde jaar na de hidjra, kort na de overwinning van de moslims in de Slag bij de Gracht en in een tijd waarin de islam een sterke opmars maakte en de Mekkaanse polytheïsten geen raad wisten met de opkomst van deze nieuwe religie, besloot Mohammed met zijn volgelingen de Ka’aba in Mekka te bezoeken. Toen dit nieuws de Mekkanen bereikte, gingen zij uit van het misverstand dat de moslims Mekka wilden innemen en boden zij hun een vredesverdrag aan. Dit werd door Mohammed geaccepteerd en in maart 628 ondertekend. 
Met dit verdrag werd de Islamitische Staat door de Mekkanen officieel erkend.

## Voorwaarden van het verdrag
- Gedurende tien jaar geen oorlog tussen beide partijen (moslims en de polytheïstische Mekkanen) en evenmin mogen zij elkaar materiële schade toebrengen.
- Moslims mogen dit jaar (628) de Ka'aba niet bezoeken en moeten meteen terugkeren. Komend jaar mogen de moslims maximaal drie dagen de Ka'aba bezoeken en moeten de Mekkanen drie dagen buiten Mekka verblijven.
- Het leven van de moslims die naar Mekka komen voor de hadj of handel wordt gespaard.
- Andere stammen mogen zich zowel onder de bescherming van de Qoeraisj als die van de moslims plaatsen.

## Belang
- De Mekkanen hebben de moslims officieel op politiek vlak erkend.
- De ontstane vrede maakte de bekering van de polytheïsten naar de islam makkelijker en sneller.
- De inname van Mekka werd door dit verdrag makkelijker.

## Einde van het verdrag
In 629 voerde een groep van de Banu Bakr, gelieerd aan de Qoeraisj, een aanval uit op de Banu Khuza'a, gelieerd aan de moslims. Ze waren hierbij van wapens voorzien door een aantal leden van de Qoeraisj. Dit werd gezien als een schending van het verdrag. Aboe Sufyan reisde naar Medina om opnieuw te onderhandelen over een verdrag maar dit mocht niet baten. Deze gebeurtenis was voor Mohammed de aanleiding om Mekka in te nemen.